# The Big Shave
The Big Shave, ook bekend onder de titel Viet '67, is een korte film uit 1967 van regisseur Martin Scorsese. Het enige personage uit de film wordt vertolkt door Peter Bernuth.

## Verhaal
Een slaperige man wandelt een badkamer in, zeept zijn gelaat in met scheerschuim en begint zich te scheren. Vervolgens brengt hij opnieuw scheerschuim aan en begint hij aan een tweede scheerbeurt. Hoewel zijn lichaam, de wastafel, het scheermes en de vloer ditmaal met bloed overgoten worden, scheert hij onverstoorbaar verder, waarna het scherm rood kleurt.

## Productie
Scorsese creëerde de korte film aan de Universiteit van New York, voor een productiecursus genaamd "Sight & Sound Film".  De hoofdrol werd vertolkt door Peter Bernuth, de camera werd bemand door Ares Demertzis. Tijdens het filmpje is het nummer "I Can't Get Started" van Bunny Berigan te horen.
In de jaren 1960 correspondeerde de jonge Scorsese met Jacques Ledoux, curator van het Koninklijk Belgisch Filmarchief dat toen in Knokke een experimenteel filmfestival organiseerde. Scorsese zond het script van The Big Shave in en kreeg als steun van de organisatie 16mm-film (Agfachrome) van het Belgische bedrijf Agfa-Gevaert om zijn project op te nemen. In 1967 werd de korte film door het Koninklijk Belgisch Filmarchief bekroond met de Âge d'Or-prijs. Het was de eerste filmprijs die Scorsese in ontvangst mocht nemen.

## Thema en culturele verwijzingen
Doordat de aftiteling de tekst "Viet '67" bevat, wordt de korte film beschouwd als een allegorie voor de Vietnamoorlog. De zelfverminking van het hoofdpersonage is in dat opzicht een metafoor voor de zelfdestructieve aard van de Amerikaanse betrokkenheid bij de oorlog. Scorsese overwoog om ook beelden van de oorlog zelf in het filmpje te monteren, maar dit idee werd uiteindelijk niet uitgevoerd.
De aftiteling bevat ook de tekst "Whiteness - Herman Melville". Op die manier linkt Scorsese de witte en steriele uitstraling van de badkamer uit zijn korte film aan het werk van de Amerikaanse schrijver Herman Melville, wiens bekendste werk, de roman Moby-Dick (1851), het verhaal vertelt van kapitein Ahabs zelfdestructieve zoektocht naar een grote, witte potvis.